# جو غريس
جو غريس (بالإنجليزية: Joe Grace)‏ هو لاعب كرة قاعدة أمريكي، ولد في 5 يناير 1914 في غورهام في الولايات المتحدة، وتوفي في 18 سبتمبر 1969 في مورفيسبورو في الولايات المتحدة.

## وصلات خارجية
- جو غريس على موقع دوري كرة القاعدة الرئيسي (الإنجليزية)
- جو غريس على موقعبيزبول رفرنس.كوم (الدوري الرئيسي) (الإنجليزية)
- جو غريس على موقع إي إس بي إن.كوم (أم.أل.بي) (الإنجليزية)
- جو غريس على موقع مشجعي الرسوم البيانية (الإنجليزية)